# Мирзаалиев, Икболжон Мирзакаримович
Мирзаалиев, Икболжон Мирзакаримович (узб. Mirzaaliyev Iqboljon Mirzakarimovich; 1 мая 1967, село Куштегирман (Qo`shtegirmon), Багдадский район, Ферганская область, Узбекская ССР, СССР) — народный поэт Узбекистана (2005), общественный деятель и депутат Олий Мажлиса Республики Узбекистан с 2020 года. Председатель общественного союза развития национальной эстрады, главный редактор телепрограммы «Assalom O`zbekiston», заместитель председателя Союза писателей, председатель правления общественного союза при Министерстве обороны, член военной коллегии Министерства обороны.

### Биография
Родился 1 мая 1967 года в семье учителей, из шестерых детей он пятым (четыре мальчика и две девочки). Отец был учителем и уделял особое внимание образованию детей. А интерес к поэзии и стихосложению вызвал его дядя поэт Абдулла Гулям.
В пять лет выучил наизусть сборник стихотворений С. Есенина, переведённых на узбекский язык. Начинает писать стихи с 7 лет и через определённое время местные газеты начинают печатать стихи юного поэта. Когда ему исполнилось 18 лет, его уже знали как многообещающего молодого поэта, который в своих стихах прославлял свободу, любовь и природу. Писал под псевдонимом Икбол Мирзо.
В 1984 году поступил в Ферганский государственный университет и во время учебы в 1985—1987 годах он прошёл военную службу в Томске. В 1989 году окончил учебу.
В 1992 году приезжает в Ташкент и начинает работать журналистом в газете «O`zbekiston tabiati», а позже его назначают редактором еженедельника «Vatan».
В 1993 году выходит его первый сборник стихов «Yurakning shakli», в 1994 году «Ko`ngil», «Seni sog`inaman», в 2000 году «Meni eslaysanmi», в 2002 году «Tanlangan she'rlar», 2004 году «Qo'shiqlarim» и «Seni bugun ko'rmasam bo'lmas», в 2008 году «Sizni kuylayman».
В 1996 году работает заместителем директора в Узтелерадиокомпании.
В 1999 году становится главным редактором популярной утренней телепрограммы «Assalom O`zbekiston».
В 2006 году был назначен заместителем председателя писательского союза.
В 2020 году избрана в Законодательную палату Олий Мажлиса Республики Узбекистан, а также член Комитета по вопросам науки, образования, культуры и спорта.

## Награды и звания
- Орден «Мехнат шухрати» (2025)[2]
- Медаль «Шухрат» (1999)[3]
- Народный поэт Республики Узбекистана (2005)[4]